# Забрежје
Забрежје је насеље у градској општини Обреновац у граду Београду. Ово сеоско насеље има и фудбалски клуб ОФК Забрежје који наступа на игралишту Парк кнежева. Према попису из 2022. било је 2171 становника.
Забрежје је тешко пострадало у поплавама у мају 2014. године, а Бранко Белић, новинар и фотограф, остао је без фото архиве стваране више деценија.
Забрежје је у септембру 1908. било повезано пругом уског колосека са Ваљевом, преко Обреновца и Лајковца. У децембру 1921. је изведена проба трајекта према Бољевцима, и пругом према Батајници.

## Демографија
У насељу Забрежје живи 2142 пунолетна становника, а просечна старост становништва износи 40,5 година (39,1 код мушкараца и 41,8 код жена). У насељу има 860 домаћинстава, а просечан број чланова по домаћинству је 3,10.
Ово насеље је великим делом насељено Србима (према попису из 2002. године), а у последња три пописа, примећен је пад у броју становника.
|  |

| Демографија | Демографија | Демографија |
| Година      | Становника  | Становника  |
| ----------- | ----------- | ----------- |
| 1948.       | 1.943       |             |
| 1953.       | 2.408       |             |
| 1961.       | 2.909       |             |
| 1971.       | 2.991       |             |
| 1981.       | 3.109       |             |
| 1991.       | 2.852       | 2.705       |
| 2002.       | 2.663       | 2.773       |

| Етнички састав према попису из 2002.‍ | Етнички састав према попису из 2002.‍ | Етнички састав према попису из 2002.‍ | Етнички састав према попису из 2002.‍ | Етнички састав према попису из 2002.‍ |
| ------------------------------------ | ------------------------------------ | ------------------------------------ | ------------------------------------ | ------------------------------------ |
|                                      |                                      |                                      |                                      |                                      |
| Срби                                 | Срби                                 |                                      | 2.595                                | 97,44%                               |
| Роми                                 | Роми                                 |                                      | 13                                   | 0,48%                                |
| Југословени                          | Југословени                          |                                      | 11                                   | 0,41%                                |
| Црногорци                            | Црногорци                            |                                      | 7                                    | 0,26%                                |
| Македонци                            | Македонци                            |                                      | 4                                    | 0,15%                                |
| Хрвати                               | Хрвати                               |                                      | 2                                    | 0,07%                                |
| Руси                                 | Руси                                 |                                      | 2                                    | 0,07%                                |
| Муслимани                            | Муслимани                            |                                      | 2                                    | 0,07%                                |
| Чеси                                 | Чеси                                 |                                      | 1                                    | 0,03%                                |
| Русини                               | Русини                               |                                      | 1                                    | 0,03%                                |
| Немци                                | Немци                                |                                      | 1                                    | 0,03%                                |
| Албанци                              | Албанци                              |                                      | 1                                    | 0,03%                                |
| непознато                            | непознато                            |                                      | 16                                   | 0,60%                                |

| Година пописа     | 1948. | 1953. | 1961. | 1971. | 1981. | 1991. | 2002. |
| ----------------- | ----- | ----- | ----- | ----- | ----- | ----- | ----- |
| Број домаћинстава | 489   | 629   | 811   | 862   | 925   | 880   | 860   |

| Број чланова      | 1   | 2   | 3   | 4   | 5   | 6  | 7  | 8 | 9 | 10 и више | Просек |
| ----------------- | --- | --- | --- | --- | --- | -- | -- | - | - | --------- | ------ |
| Број домаћинстава | 166 | 192 | 156 | 176 | 100 | 53 | 13 | 4 | 0 | 0         | 3,10   |

| Пол    | Укупно | Неожењен/Неудата | Ожењен/Удата | Удовац/Удовица | Разведен/Разведена | Непознато |
| ------ | ------ | ---------------- | ------------ | -------------- | ------------------ | --------- |
| Мушки  | 1.107  | 338              | 668          | 52             | 48                 | 1         |
| Женски | 1.149  | 237              | 677          | 184            | 49                 | 2         |
| УКУПНО | 2.256  | 575              | 1.345        | 236            | 97                 | 3         |

| Пол    | Укупно                    | Пољопривреда, лов и шумарство | Рибарство                            | Вађење руде и камена | Прерађивачка индустрија       |
| ------ | ------------------------- | ----------------------------- | ------------------------------------ | -------------------- | ----------------------------- |
| Мушки  | 472                       | 43                            | 0                                    | 1                    | 155                           |
| Женски | 322                       | 17                            | 0                                    | 0                    | 90                            |
| УКУПНО | 794                       | 60                            | 0                                    | 1                    | 245                           |
| Пол    | Производња и снабдевање   | Грађевинарство                | Трговина                             | Хотели и ресторани   | Саобраћај, складиштење и везе |
| Мушки  | 124                       | 27                            | 17                                   | 7                    | 29                            |
| Женски | 29                        | 10                            | 52                                   | 16                   | 14                            |
| УКУПНО | 153                       | 37                            | 69                                   | 23                   | 43                            |
| Пол    | Финансијско посредовање   | Некретнине                    | Државна управа и одбрана             | Образовање           | Здравствени и социјални рад   |
| Мушки  | 0                         | 16                            | 15                                   | 6                    | 6                             |
| Женски | 9                         | 5                             | 14                                   | 20                   | 37                            |
| УКУПНО | 9                         | 21                            | 29                                   | 26                   | 43                            |
| Пол    | Остале услужне активности | Приватна домаћинства          | Екстериторијалне организације и тела | Непознато            | Непознато                     |
| Мушки  | 23                        | 0                             | 0                                    | 3                    | 3                             |
| Женски | 9                         | 0                             | 0                                    | 0                    | 0                             |
| УКУПНО | 32                        | 0                             | 0                                    | 3                    | 3                             |